# Xã Rush River, Quận Cass, Bắc Dakota
Xã Rush River (tiếng Anh: Rush River Township) là một xã thuộc quận Cass, tiểu bang Bắc Dakota, Hoa Kỳ. Năm 2010, dân số của xã này là 82 người.